# 南桥镇 (寻乌县)
南桥镇，是中华人民共和国江西省赣州市寻乌县下辖的一个乡镇级行政单位。

## 行政区划
南桥镇下辖以下地区：
南桥村、罗陂村、高排村、廷岭村、冠州村、黄塘村、上游村、满坑村、下廖村、古坑村、珠村、长江村、南龙村、车头村、团建村、团红村、黄坝村和金桥移民新村。